# Tête de Ninive
 (30 octobre 2023).
Améliorez-le ou discutez des points à vérifier. 
Le masque de Sargon, appelé aussi tête de Ninive, est une tête en bronze datant des XXIIIe – XXIIe siècles av. J.-C. et découverte à Ninive, dans l'actuel Mossoul en Irak.
Considéré comme une œuvre majeure de la civilisation mésopotamienne, il représenterait un roi d'Akkad de cette période, soit Sargon d'Akkad, ou son petit-fils Naram-Sin.
Exposée au musée national d'Irak, elle fait partie des milliers de pièces qui ont été saccagées ou volées en avril 2003 au début de la guerre d'Irak, alors que l'armée américaine laissait faire les pillards. Elle a été brisée en centaines de morceaux. Son sort actuel en 2012 est inconnu.

## Découverte
Lors de fouilles menées par une expédition du British Museum entre 1930 et 1931 sur le site de l'ancienne Ninive, l'équipe de l'archéologue britannique Reginald Campbell Thompson et de son assistant Robert William Hamilton (en) dirigent les excavations d'un temple du VIIe siècle av. J.-C. dédié à la déesse Ishtar. La tête en bronze est découverte sur la plateforme du sanctuaire, et fait dès 1932 l'objet d'articles. En 1936, Max Mallowan, témoin avec son épouse Agatha Christie de la trouvaille, partage les premières photographies de la sculpture dans la revue archéologique Iraq.
La question de la matière qui la constitue et de sa datation est débattue dès sa découverte. Campbell Thompson l'a dit de cuivre et la date approximativement de 3000 av. J.-C., tandis que Mallowan la suggère en bronze, alliage qui sera finalement retenu. Le visage, la barbe et l'œil gauche de la tête, endommagés, peuvent avoir été volontairement mutilés à la suite du sac de Ninive en  612 av. J.-C. par le roi de Babylone Nabopolassar,, qui conduit à la chute de l'Empire néo-assyrien et à l'avènement de l'Empire néo-babylonien.

## Description
Le « masque de Sargon » est en réalité une tête creuse aux trois quarts grandeur nature (hauteur 36 cm) trouvée dans une tranchée à Ninive, et ne montre aucun signe de soudure ou de tout autre moyen d'assemblage des pièces, elle a donc probablement été coulée dans son intégralité. Il est possible que pour sa création, on ait utilisé la méthode de coulée selon le modèle, déjà connue à Sumer au milieu du IIIe millénaire av. J.-C.. Certes, les figurines en bronze qui ont survécu à cette époque étaient pour la plupart coulées d'une seule pièce et avaient de petites dimensions. A en juger par l'excellente qualité de la coulée, ce n'est pas du cuivre pur qui a été utilisé, mais plutôt un alliage de cuivre de fonderie (peut-être du bronze) avec peu d'additifs. Il n’y a aucune inscription qui permettrait d’identifier clairement quel personnage est représentée par cette tête. Il s'agit probablement d'un dirigeant akkadien régnant aux XXIIIe – XXIIe siècles av. J.-C..

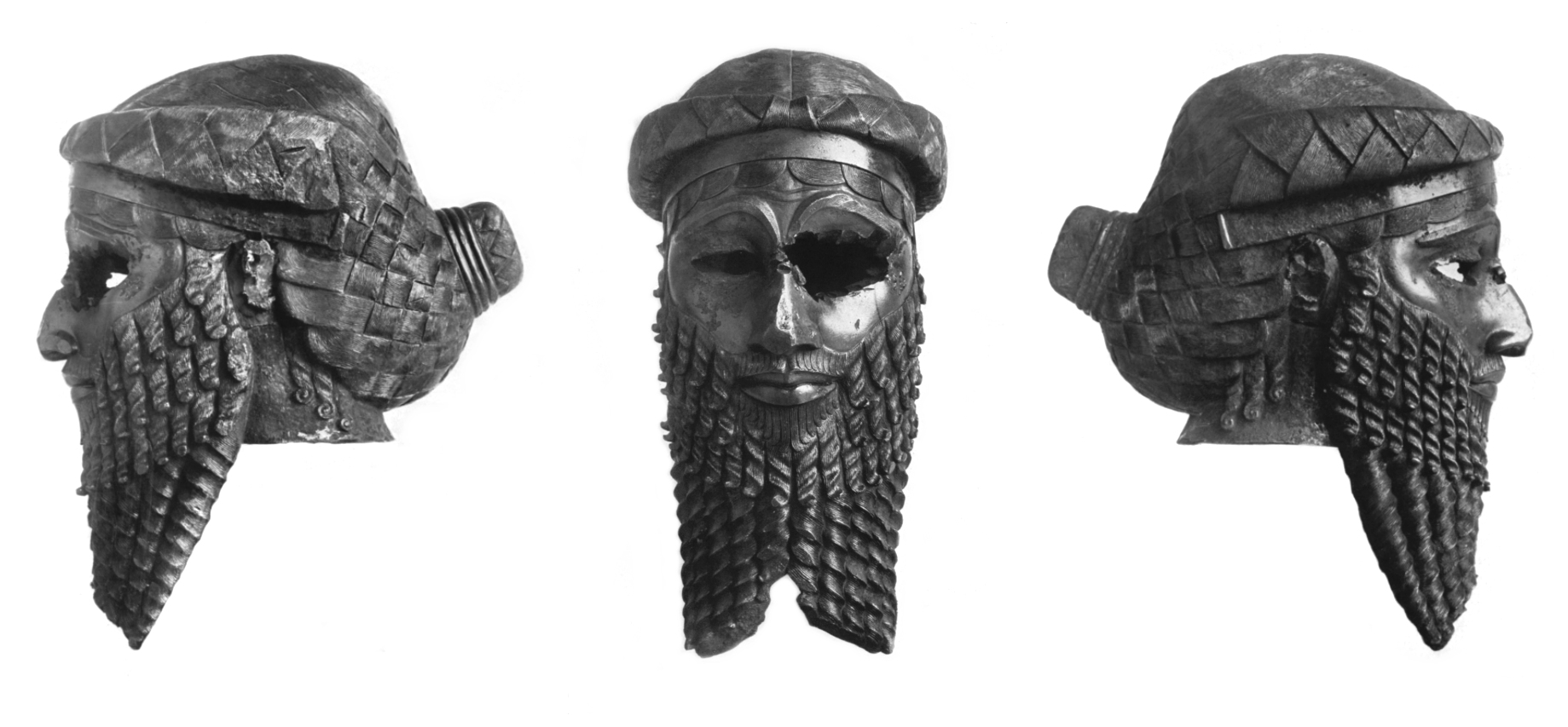
Le dit « Masque de Sargon », après restauration, en 1936. Les cheveux tressés et le chignon royal, rappelant les coiffures de, Eanatum ou Išgi-Mari, sont particulièrement visibles. Pour des raisons stylistiques, on pense maintenant qu'il représente le petit-fils de Sargon, Naram-Sin, plutôt que Sargon lui-même.

## Datation et attribution
Après une analyse par Max Mallowan de l'ensemble de la tête, et de sa comparaison à d'autres œuvres de l'art sumérien, il conclut à une datation entre les tombes royales des dynasties archaïques et celles de la troisième dynastie d'Ur, soit entre environ 2900 av. J.-C. et 2000 av. J.-C.. Au vu des précisions exceptionnelles du visage et de points communs, il rapproche finalement la sculpture de la stèle de victoire du roi Naram-Sin, et opte pour placer la tête entre le règne de Sargon d'Akkad (~ 2300 av. J.-C.) et celui de Goudéa (~ 2150 av. J.-C.).
Mallowan proposa ainsi l'hypothèse d'une datation à l'époque sargonide. Prenant pour appui l'élévation d'un temple à Ninive par Manishtousou, fils de Sargon d'Akkad, il suggère que la tête en bronze, datée de cette époque, ait été érigée à la gloire de Sargon par son fils, et pourrait donc représenter le fondateur de l'Empire d'Akkad lui-même. Cette supposition a dès son énonciation été reprise par la littérature, et l'expression de « portrait de Sargon » ou « masque de Sargon » est déjà utilisée en 1938.
Cependant, alors que l'art mésopotamien est développé à la période d'Ur III, elle est encore archaïque à l'époque sargonide. En mettant en relation différentes sculptures et coiffures, ainsi que les caractéristiques du visage de la tête Ninive, Anna Roes affirme que la sculpture ne peut avoir été réalisée qu'à l'époque de Goudéa.

## Disparition et reproductions
Exposée au musée archéologique de Bagdad après sa découverte, elle fait partie des pièces saccagées ou volées lors du pillage du 9 avril 2003 à la suite du déclenchement de la guerre d'Irak. Elle demeure à l'heure actuelle non retrouvée.
Plusieurs reproductions du dénommé « masque de Sargon » ont été réalisées, dû à sa notoriété comme œuvre majeure de l'art de Mésopotamie ainsi que comme œuvre perdue.

Répliques du « masque de Sargon »
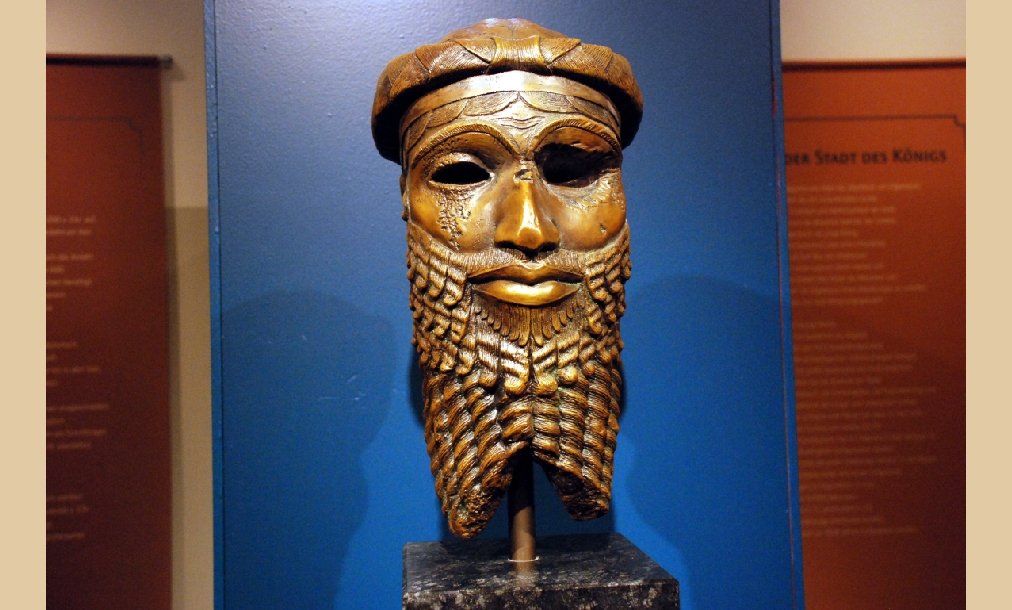
Reproduction présente au Roemer-Pelizaeus Museum, à Hildesheim, en Allemagne (2007).
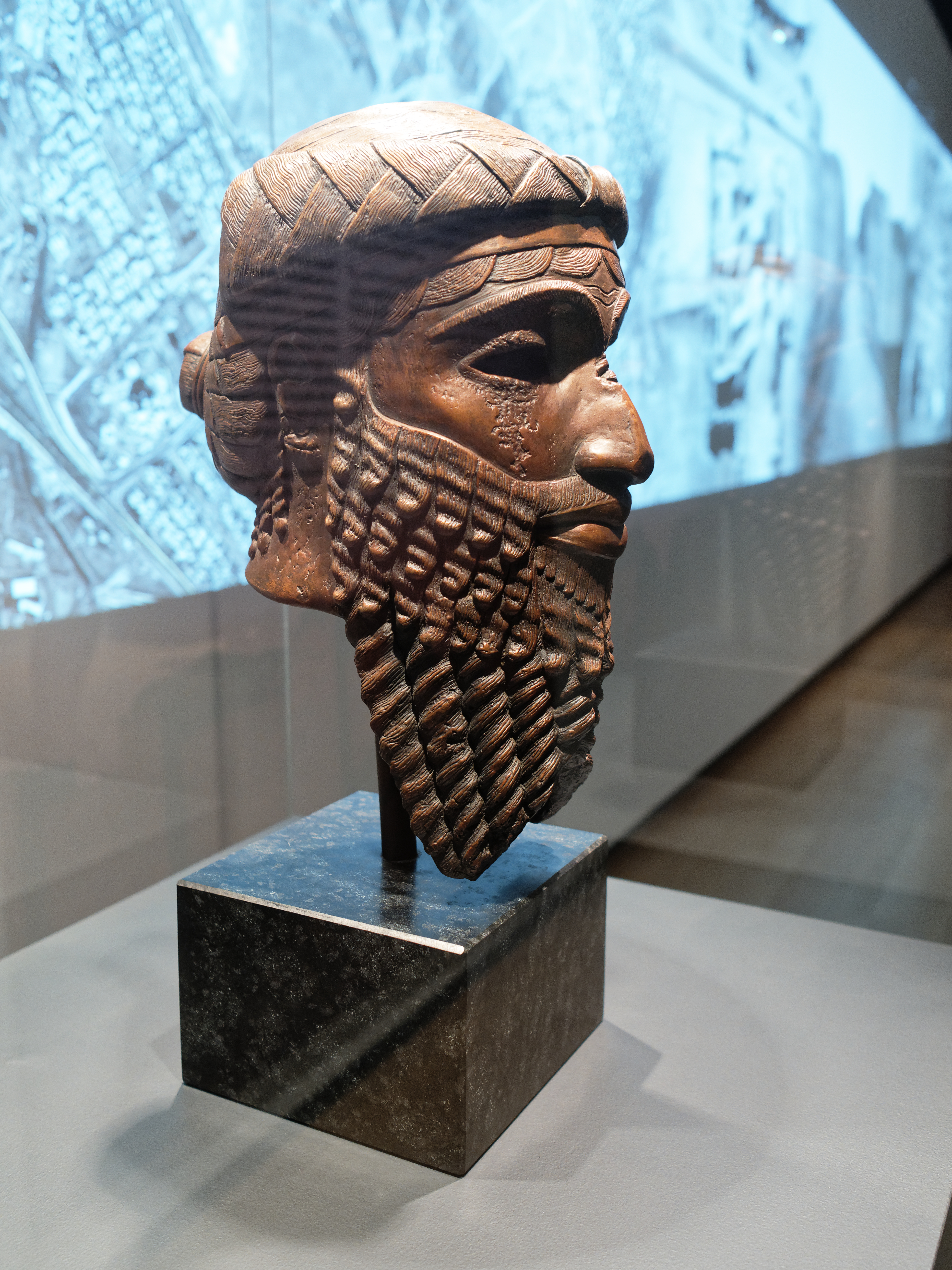
Portrait du Rijksmuseum van Oudheden, à Leyde, aux Pays-Bas (2017).